# Викторија Азаренка
Викторија Фјодаравна Азаренка (блр. Вікторыя Фёдараўна Азаранка, рус. Виктория Фёдоровна Азаренко; Минск, 31. јул 1989) је белоруска професионална тенисерка, која је 2012. и 2013. освојила Отворено првенство Аустралије у појединачној конкуренцији и дошла на прво место ВТА листе.
Професионалац је постала 2003. године. На почетку ВТА сезоне 2007. ушла је међу првих 100 на ВТА листи, и то 96. тенисерка света. Током 2007. дошла је међу првих 30.
Заједно са белоруским тенисером Максом Мирним играла је финале Отвореног првенства Аустралије 2007. године, а исте године освојили су Отворено првенство САД. 2008. године. у пару са Бобом Брајаном освојила је Ролан Гарос, поразивши у финалу Ненада Зимоњића и Катарину Среботник. Заједно у пару са Максом Мирним је освојила златну медаљу на Летњим олимпијским играма 2012. у Лондону.

## Почеци
Викторија је рођена у породици инструктора вожње Фјодара Михајлавича Азаренка и његове супруге Але Валентиновне, која је радила као методолог у Републичком центру тениске олимпијске припреме Републике Белорусије. Осим кћерке, Фјодор и Ала имају и сина Максима. Викторија је почела да се бави тенисом по наговору мајке. Њен први тренер била је Валентина Јегоровна Ржаних.
У 13. години Азаренку је узела у заштиту најкрупнија белоруска компанија Белтехекспорт за експорт/импорт војне производње. У клубу који је фирма основала Азаренка је тренирала код главног тренера јуниорске репрезентације Белорусије Надежде Дроздове.
У 15. години, захваљајући спонзорској помоћи, Азаренка је успела да се упише на тениску академију на шпанском одмаралишту Марбеља, где је тренирала са бившим ментором Штефи Граф - Клаусом Хофсасом.
У 16. години тенисерка се преселила у Скотсдејл (држава Аризона, САД), уз помоћ познатог руског голмана НХЛ Николаја Хабибулина и његове супруге Викторије, другарице Азаренкине мајке. Тамо је Белорускиња почела да ради са португалским тренером Антониу ван Грихеном. За четири године рада и заједничких тренинга успела је да постигне значајан напредак.
Пред сезоном 2010. Азаренкин тренер је започео рад са Вером Звонаревом, а тренер Рускиње се придружио Викторијином тиму. То је био Семјуел Сумик. За Азаренку је ово био најплоднији период. Управо са Сумиком Белорускиња је постигла своје најважније победе у каријери, учврстила се у статусу врхунске тенисерке и неко време је била на челу женске листе.
Почетком сезоне 2015. после пораза на Аустралијен Опену, нови Азаренкин тренер је постао белгијски специјалиста Вим Фисет

## Понашање на терену
Специјалисти често критикују Азаренку што производи превише буке приликом ударања лоптице. Називају је и краљицом буке, а опрема на тениском турниру у Вимблдону је забележила буку од 95 децибела у трајању дужем од 1.5 секунди.
Раније су специјалисти примећивали и да је Викторија склона губитку контроле над собом током мечева. Често користи и псовке на терену.

## Финала гренд слем турнира

### Појединачно (5)

#### Победе (2)
| Година | Турнир                        | Противница у финалу | Резултат      |
| 2012.  | Отворено првенство Аустралије | Марија Шарапова     | 6–3, 6–0      |
| 2013.  | Отворено првенство Аустралије | Ли На               | 4–6, 6–4, 6–3 |

#### Порази (3)
| Година | Турнир                 | Противница у финалу | Резултат           |
| 2012.  | Отворено првенство САД | Серена Вилијамс     | 2–6, 6–2, 5–7      |
| 2013.  | Отворено првенство САД | Серена Вилијамс     | 5–7, 7–6(8-6), 1–6 |
| 2020.  | Отворено првенство САД | Наоми Осака         | 6–1, 3–6, 3–6      |

### Парови (3)

#### Порази (3)
| Година | Турнир                            | Партнерка        | Противнице у финалу                           | Резултат      |
| 2008.  | Отворено првенство Аустралије (1) | Шахар Пер        | А. Бондаренко К. Бондаренко                   | 6–2, 1–6, 4–6 |
| 2009.  | Ролан Гарос                       | Јелена Веснина   | Анабел Медина Гаригес Вирхинија Руано Паскуал | 1–6, 1–6      |
| 2011.  | Отворено првенство Аустралије (2) | Марија Кириленко | Жизела Дулко Флавија Панета                   | 6–2, 5–7, 3–6 |

### Мешовити парови (4)

#### Победе (2)
| Година | Турнир                 | Партнер    | Противници у финалу              | Резултат    |
| 2007.  | Отворено првенство САД | Макс Мирни | Леандер Паес Меган Шонеси        | 6–4, 7–6(6) |
| 2008.  | Ролан Гарос            | Боб Брајан | Ненад Зимоњић Катарина Среботник | 6–2, 7–6(4) |

#### Порази (2)
| Година | Турнир                        | Партнер    | Противници у финалу              | Резултат      |
| 2007.  | Отворено првенство Аустралије | Макс Мирни | Данијел Нестор Елена Ликовцева   | 4–6, 4–6      |
| 2018.  | Вимблдон                      | Џејми Мари | Никол Мелихарова Александар Пеја | 6–7(1-7), 3–6 |

## ВТА финала

### Појединачно (36)
| Легенда: пре 2009.           | Легенда: од 2009.       |
| ---------------------------- | ----------------------- |
| Гренд слем турнири (2–2)     |                         |
| Завршна првенства сезоне (0) |                         |
| категорија (0–0)             | Обавезни Премијер (6–2) |
| категорија (0–0)             | Премијер 5 (3–1)        |
| категорија (0–1)             | Премијер (4–1)          |
| и категорија (0–3)           | Међународни (5–2)       |

| Титуле по подлози |
| Тврда (18–4)      |
| Трава (0–1)       |
| Шљака (1–3)       |
| Тепих (0–0)       |

#### Победе (20)
| Бр. | Датум             | Турнир                           | Град           | Подлога         | Противница у финалу | Резултат у финалу |
| 1.  | 10. јануар 2009.  | Међународно првенство Бризбејна  | Бризбејн       | Бетон           | Марион Бартоли      | 6–3, 6–1          |
| 2.  | 21. фебруар 2009. | Куп Мемфиса                      | Мемфис         | Бетон (дворана) | Каролина Возњацки   | 6–1, 6–3          |
| 3.  | 4. април 2009.    | Отворено првенство Мајамија      | Ки Бискејн     | Бетон           | Серена Вилијамс     | 6–3, 6–1          |
| 4.  | 1. август 2010.   | Станфорд класик                  | Станфорд       | Бетон           | Марија Шарапова     | 6–4, 6–1          |
| 5.  | 24. октобар 2010. | Куп Кремља                       | Москва         | Бетон (дворана) | Марија Кириленко    | 6–3, 6–4          |
| 6.  | 3. април 2011.    | Отворено првенство Мајамија (2)  | Ки Бискејн     | Бетон           | Марија Шарапова     | 6–1, 6–4          |
| 7.  | 10. април 2011.   | Тениско првенство Андалузије     | Марбеља        | Шљака           | Ирина-Камелија Бегу | 6–3, 6–2          |
| 8.  | 23. октобар 2011. | Отворено првенство Луксембурга   | Луксембург     | Бетон (дворана) | Моника Никулеску    | 6–2, 6–2          |
| 9.  | 13. јануар 2012.  | Међународно првенство Сиднеја    | Сиднеј         | Бетон           | Ли На               | 6–2, 1–6, 6–3     |
| 10. | 28. јануар 2012.  | Отворено првенство Аустралије    | Мелбурн        | Бетон           | Марија Шарапова     | 6–3, 6–0          |
| 11. | 19. фебруар 2012. | Отворено првенство Катара        | Доха           | Тврда           | С. Стосур           | 6–1, 6–2          |
| 12. | 18. март 2012.    | Отворено првенство Индијан Велса | Индијан Велс   | Тврда           | Марија Шарапова     | 6–2, 6–3          |
| 13. | 7. октобар 2012.  | Отворено првенство Кине          | Пекинг         | Тврда           | Марија Шарапова     | 6–3, 6–1          |
| 14. | 14. октобар 2012. | Линц опен                        | Линц           | Тврда           | Јулија Гергес       | 6–3, 6–4          |
| 15. | 26. јануар 2013.  | Отворено првенство Аустралије    | Мелбурн        | Бетон           | Ли На               | 4–6, 6–4, 6-3     |
| 16. | 17. фебруар 2013. | Отворено првенство Катара        | Доха           | Тврда           | Серена Вилијамс     | 7–6 (6), 2–6, 6-3 |
| 17. | 18. август 2013.  | Отворено првенство Синсинатија   | Синсинати      | Тврда           | Серена Вилијамс     | 2–6, 6–2, 7-6 (6) |
| 18. | 9. јануар 2015.   | Међународно првенство Бризбејна  | Бризбејн       | Тврда           | Анџелик Кербер      | 6–1, 6–3          |
| 19. | 20. март 2015.    | Отворено првенство Индијан Велса | Индијан Велс   | Тврда           | Серена Вилијамс     | 6–4, 6–4          |
| 20. | 2. април 2015.    | Отворено првенство Мајамија      | Мајами Гарденс | Тврда           | Светлана Кузњецова  | 6–3, 6–2          |

#### Порази (17)
| Бр. | Датум              | Турнир                                 | Град                   | Подлога       | Противница у финалу | Резултат у финалу |
| 1.  | 6. мај 2007.       | Отворено првенство Есторила            | Есторил                | Шљака         | Грета Арн           | 2–6, 6–1, 7–6(3)  |
| 2.  | 7. октобар 2007.   | Отворено првенство Ташкента            | Ташкент                | Бетон         | Полин Пармантје     | 7–5, 6–2          |
| 3.  | 5. јануар 2008.    | Међународно првенство Гоулд Коуста     | Гоулд Коуст            | Бетон         | Ли На               | 4–6, 6–3, 6–4     |
| 4.  | 4. мај 2008.       | Отворено првенство Прага               | Праг                   | Шљака         | Вера Звонарјова     | 7–6(2), 6–2       |
| 5.  | 20. фебруар 2010.  | Тениско првенство Дубаија              | Дубаи                  | Бетон         | Винус Вилијамс      | 6–3, 7–5          |
| 6.  | 19. јун 2010.      | Међународно првенство Истборна         | Истборн                | Трава         | Јекатарина Макарова | 7–6(5), 6–4       |
| 7.  | 8. мај 2011.       | Отворено првенство Мадрида             | Мадрид                 | Шљака         | Петра Квитова       | 6–7(3), 4–6       |
| 8.  | 30. октобар 2011.  | ВТА првенство                          | Истанбул               | Тврда (двор.) | Петра Квитова       | 5–7, 6–4, 3–6     |
| 9.  | 29. април 2012.    | Порше тенис гран при                   | Штутгарт               | Шљака         | Марија Шарапова     | 6–1, 6–4          |
| 10. | 13. мај 2012.      | Отворено првенство Мадрида             | Мадрид                 | Шљака         | Серена Вилијамс     | 6–1, 6–3          |
| 11. | 9. септембар 2012. | Отворено првенство САД                 | Њујорк                 | Тврда         | Серена Вилијамс     | 6–2, 2–6, 7-5     |
| 12. | 19. мај 2013.      | Међународно првенство Италије у тенису | Рим                    | Шљака         | Серена Вилијамс     | 6–1, 6–3          |
| 13. | 4. август 2013.    | Отворено првенство јужне Калифорније   | Карлсбад (Калифорнија) | Тврда         | С. Стосур           | 6–2, 6–3          |
| 14. | 8. септембар 2013. | Отворено првенство САД                 | Њујорк                 | Тврда         | Серена Вилијамс     | 7–5, 6–7 (6), 6-1 |
| 15. | 4. јануар 2015.    | Међународно првенство Бризбејна        | Бризбејн               | Тврда         | Серена Вилијамс     | 6–4, 7–5          |
| 16. | 28. фебруар 2015.  | Отворено првенство Катара              | Доха                   | Тврда         | Луција Шафаржова    | 6–4, 6–3          |
| 17. | 7. април 2019.     | Отворено првенство Монтереја           | Монтереј               | Тврда         | Гарбиње Мугуруза    | 1–6, 1–3 (ret.)   |

### Парови (18)

#### Победе (8)
| Број | Датум             | Турнир                            | Град         | Подлога         | Партнерка         | Противнице у финалу                                       | Резултат у финалу |
| 1.   | 14. мај 2006.     | Отворено првенство Ташкента       | Ташкент      | Бетон           | Татјана Пучек     | Марија Елена Камерин Емануела Ђаљарди                     | предаја           |
| 2.   | 21. фебруар 2009. | Куп Мемфиса                       | Мемфис       | Тврда (дворана) | Каролина Возњацки | Јулијана Федак Михаела Крајичек                           | 6–1, 7–6(2)       |
| 3.   | 21. март 2009.    | Отворено првенство Индијан Велса  | Индијан Велс | Тврда           | Вера Звонарјова   | Жизела Дулко Шахар Пер                                    | 6–4, 3–6, [10–5]  |
| 4.   | 15. август 2010.  | Отворено првенство Синсинатија    | Синсинати    | Бетон           | Марија Кириленко  | Лиса Рејмонд Рене Стабс                                   | 7–6(4), 7–6(8)    |
| 5.   | 7. мај 2011.      | Отворено првенство Мадрида        | Мадрид       | Шљака           | Марија Кириленко  | Квјета Пешке Катарина Среботник                           | 6–4, 6–3          |
| 6.   | 31. јул 2011.     | Станфорд класик                   | Станфорд     | Бетон           | Марија Кириленко  | Лизел Хубер Лиса Рејмонд                                  | 6–1, 6–3          |
| 7.   | 2. март 2019.     | Отворено првенство Мексика        | Акапулко     | Бетон           | Саисаи Женг       | Дезайр Кравчик Гильяна Олмос                              | 6–1, 6–2          |
| 8.   | 19. мај 2019.     | Рим Међународно првенство Италије | Рим          | Шљака           | Ешли Барти        | Ана-Лена Гренефелд Шаблон:Подаци о застави НЕД Деми Схурс | 4–6, 6–0, 10–3    |

#### Порази (10)
| Бр. | Датум               | Турнир                            | Град           | Подлога         | Партнерка         | Противнице                                    | Резултат       |
| 1.  | 20. фебруар 2006.   | Куп Мемфиса                       | Мемфис         | Бетон (дворана) | Каролина Возњацки | Л. Рејмонд С. Стосур                          | 7–6(2), 6–3    |
| 2.  | 23. јул 2007.       | Станфорд класик                   | Станфорд       | Бетон           | Ана Чакветадзе    | Сања Мирза Шахар Пер                          | 6–4, 7–6(5)    |
| 3.  | 30. јул 2007.       | Отворено првенство Сан Дијега     | Сан Дијего     | Бетон           | Ана Чакветадзе    | Кара Блек Лизел Хубер                         | 7–5, 6–4       |
| 4.  | 24. септембар 2007. | Отворено првенство Луксембурга    | Луксембург     | Бетон (дворана) | Шахар Пер         | И. Бенешова Ј. Хусарова                       | 6–4, 6–2       |
| 5.  | 8. октобар 2007.    | Куп Кремља                        | Москва         | Тепих (дворана) | Татјана Путчек    | Кара Блек Лизел Хубер                         | 4–6, 6–1, 10–7 |
| 6.  | 14. јануар 2008.    | Отворено првенство Аустралије (1) | Мелбурн        | Бетон           | Шахар Пер         | А. Бондаренко К. Бондаренко                   | 2–6, 6–1, 6–4  |
| 7.  | 13. април 2008.     | Тениско првенство Амелија Ајланда | Амелија Ајланд | Шљака           | Јелена Веснина    | Бетани Матек Владимира Ухлиржова              | 3–6, 1–6       |
| 8.  | 24. мај 2009.       | Ролан Гарос                       | Париз          | Шљака           | Јелена Веснина    | Анабел Медина Гаригес Вирхинија Руано Паскуал | 1–6, 1–6       |
| 9.  | 28. јануар 2011.    | Отворено првенство Аустралије (2) | Мелбурн        | Бетон           | Марија Кириленко  | Жизела Дулко Флавија Панета                   | 6–2, 5–7, 3–6  |
| 10. | 15. август 2011.    | Отворено првенство Канаде         | Торонто        | Бетон           | Марија Кириленко  | Лизел Хубер Лиса Рејмонд                      | предаја        |

## Учешће наГренд слемтурнирима

### Појединачно
| Година | Аустралијан опен | Аустралијан опен   | Ролан Гарос | Ролан Гарос           | Вимблдон   | Вимблдон          | Ју-Ес опен | Ју-Ес опен          |
| 2006   | 1 коло           | Сања Мирза         | 1 коло      | Анабел Медина Гаригес | 1 коло     | Агњешка Радвањска | 3 коло     | Ана Чакветадзе      |
| 2007   | 3 коло           | Јелена Јанковић    | 1 коло      | Карин Кнап            | 3 коло     | Никол Вајдишова   | 4 коло     | Светлана Кузњецова  |
| 2008   | 3 коло           | Серена Вилијамс    | 4 коло      | Светлана Кузњецова    | 3 коло     | Нађа Петрова      | 3 коло     | Каролина Возњацки   |
| 2009   | 4 коло           | Серена Вилијамс    | 1/4 финале  | Динара Сафина         | 1/4 финале | Серена Вилијамс   | 3 коло     | Франческа Скјавоне  |
| 2010   | 1/4 финале       | Серена Вилијамс    | 1 коло      | Жисела Дулко          | 3 коло     | Петра Квитова     | 2 коло     | Жисела Дулко        |
| 2011   | 4 коло           | Ли На              | 1/4 финале  | Ли На                 | 1/2 финале | Петра Квитова     | 3 коло     | Серена Вилијамс     |
| 2012   | Финале           | Марија Шарапова    | 4 коло      | Доминика Цибулкова    | 1/2 финале | Серена Вилијамс   | Финале     | Серена Вилијамс     |
| 2013   | Финале           | Ли На              | 1/2 финале  | Серена Вилијамс       | 2 коло     | Флавија Пенета    | Финале     | Серена Вилијамс     |
| 2014   | 1/4 финале       | Агњешка Радвањска  | -           | -                     | 2 коло     | Бојана Јовановски | 1/4 финале | Јекатарина Макарова |
| 2015   | 4 коло           | Доминика Цибулкова | 3 коло      | Серена Вилијамс       | 1/4 финале | Серена Вилијамс   | 1/4 финале | Симона Халеп        |
| 2016   | 1/4 финале       | Анџелик Кербер     | 1 коло      | Карин Кнап            | -          | -                 | -          | -                   |
| 2017   | -                | -                  | -           | -                     | 4 коло     | Симона Халеп      | -          | -                   |
| 2018   | -                | -                  | 1 коло      | Катерина Сињакова     | 2 коло     | Каролина Плишкова | 3 коло     | Слоун Стивенс       |
| 2019   | 1 коло           | Лаура Зигемунд     |             |                       |            |                   |            |                     |

### У игри парова
| Година | Аустралијан Опен | Аустралијан Опен            | Ролан Гарос       | Ролан Гарос            | Вимблдон          | Вимблдон                | Ју-Ес Опен        | Ју-Ес Опен                |
| 2007   | -                | -                           | 1 коло Чакветадзе | К. Ланс А. Росолска    | 2 коло Чакветадзе | М. Кириленко Ј. Веснина | 1 коло Чакветадзе | В. Душевина Т. Пребијанис |
| 2008   | Финале Ш. Пер    | А. Бондаренко К. Бондаренко | 1/4 финале Ш. Пер | К. Делаква Ф. Скјавоне | 1/4 финале Ш. Пер | Кара Блек Л. Хубер      | -                 | -                         |

### Учешће уФед купу
Детаљи: fedcup.com Архивирано на веб-сајту  (26. август 2016) (језик: енглески)

### Пласман на ВТА листи на крају сезоне
| Година  | 2004. | 2005. | 2006. | 2007. | 2008. | 2009. | 2010. | 2011. | 2012. | 2013. | 2014. | 2015. | 2016. | 2017. | 2018. | 2019. |
| Пласман | 506.  | 146.  | 92.   | 30.   | 15.   | 7.    | 10.   | 3.    | 1.    | 2.    | 32.   | 22.   | 13.   | 208.  | 51.   | 38.   |

## Достигнућа
- Победница два турнира Гренд Слем сингла;
- Победница два турнира Гренд Слем у мешовитим паровима;
- Олимпијска шампионка 2012. године у мешовитим паровима;
- Бронзана медаља Олимпијских игара у синглу;
- Победница 26 турнира WTA (од њих је 20 у синглу);
- Бивша прва тенисерка у синглу[9].

## Награде и звања
- Заслужни мајстор спорта Републике Белорусије[10] (2010);
- Орден Отаџбине III степена (2012);
- Орден Части (2012) - за достигнуће високих спортских резултата на ХХХ летњим Олимпијским играма 2012. године у Лондону (Уједињено Краљевство) и велики лични допринос у развићу физичке културе и спорта[11].

## Приватни живот
У периоду 2012—2014. Азаренка је била у вези са америчким музичарем Redfoo.
Као мајка се остварила 19. децембра 2016. године, родивши сина Леа, из везе са Билијем Макигом. Пар се растао у лето 2017. године, после чега је почео правни поступак за старатељство над сином. Судска парница се наставила 2018. и 2019. године.